# Esmeralda (jméno)
Esmeralda je ženské křestní jméno.
Jméno je španělského původu, znamenající smaragd. Tohle jméno bylo použito v knize Victora Huga Zvoník od Matky Boží, kde se do krásné cikánky Esmeraldy hluboce zamiloval hrbáč Quasimodo.
Zdrobnělina Esmé je ve francouzštině mužské i ženské jméno. Znamená vážená a milovaná.

## Domácké podoby
Esmé, Esminka, Smeraldina, Mera

## Skutečné Esmeraldy
- Esmeralda García – brazilská atletka
- Esmeralda Kapiolani Marignoli dei Marchese di Montecorona – havajsko-italská šlechtična
- Esmeralda Alvarez

## Fiktivní Esmeraldy
- Smeraldina – postava ze hry Sluha dvou pánů
- Smeralda – princezna z pohádky Princezna Fantaghiro
- Esmeralda di Pietro – postava z telenovely Violetta
- Esmeralda Zlopočasná - postava z knih Terryho Pratcheta
- Esmeralda – postava z latinskoamerických telenovel (z venezuelské, mexické a mexicko-brazilské verze)